# Varmalækjarmúli
Beim Varmalækjarmúli handelt es sich um einen vulkanischen Berg im Westen von Island.

## Name
Sein Name bedeutet Vorgebirge des warmen Baches.

## Lage
Der langgezogene Berg befindet sich ca. 30 km nordöstlich von Borgarnes in Westisland und erreicht eine Höhe von 357 m. Er erhebt sich zwischen dem Hochtal Flókadalur im Norden und dem Lundarreykjadalur im Süden.

## Geologie
Die Gesteinsschichten des Berges sind älter als 3,1 Millionen Jahre und stammen damit aus dem Tertiär.
Der Berg ist oben ziemlich felsig und geht im Hinterland Richtung Norden über in die Hochplateaus unterhalb des Ok.

## Rolle als Sagaschauplatz
Der Berg und vor allem der an seinem Fuße gelegene und heute noch große Hof Varmilækur spielen eine Rolle in der Njáls-Saga. Die Frau des Sagahelden Gunnar von Hlíðarendi, Hallgerður Höskuldsdóttir, verbringt hier die Jahre ihrer ersten, unglücklich endenden Ehe.

## Wandern auf den Varmalækjarmúli
Man kann gut von der Südwestseite aus auf den Berg steigen (teilweise markierter Wanderweg). Auf dem vorderen Gipfel besteht die Möglichkeit, sich in ein Gipfelbuch einzutragen.